# Julia de Paula Viana
Julia de Paula Viana (* 7. Juli 2005 in Teresópolis) ist eine spanische Volleyballnationalspielerin mit brasilianischen Wurzeln.

## Karriere
De Paula Viana ist die Tochter der spanischen Volleyballspielerin Patricia de Paula Viana, die in der ersten Liga aktiv war, und des Trainers Marcos Dreyer. Sie begann ihre Karriere 2018 beim spanischen Zweitligisten CAEP Soria. 2021 wechselte sie zu CV Gran Canaria. 2023 gewann sie mit dem Verein die spanische Meisterschaft. Außerdem kam sie über die Junioren-Auswahl in die spanische Nationalmannschaft. In der Saison 2023/24 spielte sie bei PGE Rzeszów und wurde von der Diagonal- zur Außenangreiferin. 2024 wurde sie von Allianz MTV Stuttgart verpflichtet, aber an den Ligakonkurrenten VfB 91 Suhl verliehen.